# Zelandiocoela ambigua
Zelandiocoela ambigua är en svampart som först beskrevs av Nag Raj & W.B. Kendr., och fick sitt nu gällande namn av Nag Raj 1993. Zelandiocoela ambigua ingår i släktet Zelandiocoela, divisionen sporsäcksvampar och riket svampar.   Inga underarter finns listade i Catalogue of Life.